# Ton (musique)
Pour les articles homonymes, voir Ton.
En musique, le ton est le plus grand des intervalles conjoints de l'échelle diatonique naturelle.
C'est aussi un synonyme de :
- tonalité, échelle musicale particulière utilisée dans une œuvre[1] ;
- hauteur, fréquence d'un son[1].

## Définition solfégique
En solfège, le ton correspond à la seconde majeure.
Par exemple, do-ré, ré-mi, etc. ; mais également, do{\displaystyle \sharp }-ré{\displaystyle \sharp }, ré{\displaystyle \flat }-mi{\displaystyle \flat }, etc. ; ou encore, si-do{\displaystyle \sharp }, mi{\displaystyle \flat }-fa, etc.
Le ton est le complémentaire de la quarte pour former une quinte (voir l'article gammes et tempéraments). Traduit en addition d'intervalles, on posera : une quarte plus un ton valent une quinte. Ou encore deux quintes moins une octave valent un ton (do-sol + sol-ré = do-ré).
Le ton peut être divisé en deux demi-tons ou en 9 commas qui est la plus petite distance musicale.
Deux sortes de demi-tons sont possibles : le demi-ton diatonique, entre deux notes différentes (exemple : si et do ou la dièse et si), qui équivaut à 4 commas ; et le demi-ton chromatique, entre deux notes de même nom (exemple : fa-fa dièse ou si-si bémol) qui équivaut à 5 commas. Le bémol ou le dièse abaisse ou élève la note de 5 commas[réf. nécessaire].
Pour conclure, le ton est composé d'un demi-ton chromatique et d'un demi-ton diatonique. Par exemple : dans le ton do-ré, on peut observer un demi-ton chromatique allant de do à do dièse et un demi-ton diatonique allant de do dièse à ré.

## Définition physique

### Ton majeur
Le ton défini par l'accord pythagoricien possède un rapport de fréquences de 9/8, c'est-à-dire l'intervalle entre le 8e et le 9e harmonique d'un son musical. Il est appelé ton majeur, et vaut 204 cents.

### Ton mineur
Il existe aussi un ton mineur qui est souvent défini (notamment par Zarlino) comme la différence entre la tierce majeure pure et le ton majeur. Autrement dit, c'est l'intervalle entre le 9e et le 10e harmonique (tandis que la tierce majeure est l'intervalle entre le 8e et le 10e – tout comme entre le 4e et le 5e). Le ton mineur a pour rapport de fréquence 10/9 et vaut 182 cents.

### Ton du tempérament égal
Dans le tempérament égal, le ton vaut exactement 200 cents (environ 50 savarts).
Dans la gamme de Pythagore comme dans la gamme tempérée, la tierce majeure peut être définie comme égale à deux tons (en gamme de Pythagore, il s'agit deux tons majeurs). Mais ces tierces (aussi bien celle de Pythagore que la tierce du tempérament égal) sont plus grandes que la tierce pure (rapport de fréquences 5/4, ou 10/8). La tierce majeure pure est donc la somme d'un ton majeur et d'un ton légèrement plus faible, le ton mineur, de rapport 10/9 tel que 10/9 x 9/8 = 5/4.

## Ton d'une œuvre
Dans la musique classique jusqu'au XVIIIe siècle, l'expression « ton d'église » (ou « ton ecclésiastique ») est synonyme de mode. On parlera par exemple d'une œuvre musicale du « premier ton » (= dorien = mode de ré authente). Cet emploi est particulièrement fréquent dans le répertoire français pour orgue à l'époque baroque.
Avec l'apparition de la tonalité, on parle du ton principal d'une œuvre pour désigner la tonalité centrale, celle que l'on définit à partir de l'armure.

## La hauteur
C'est à partir de ce rapprochement que s'est forgée la locution « donner le ton », pour signifier le fait d'indiquer la note de départ d'une œuvre musicale vocale et polyphonique. Par exemple, avant l'exécution d'un chant à plusieurs voix, le chef donne le ton, c'est-à-dire, qu'il donne la première note de chaque voix, afin d'obtenir la hauteur absolue d'intonation. On peut donner le ton en chantant, pour les œuvres « a cappella », ou à l'aide d'un instrument, dans le cas d'œuvres accompagnées. Dans une polyphonie, on dira donc à quelqu'un qui chante sa partie trop haut ou trop bas, ou même, légèrement faux, qu'il n'est « pas dans le ton ». C'est aussi la sonorité d'un instrument comme la voix ou un violon, etc.